# Bernard Madoff
Bernard Lawrence Madoff (wym. [ˈmeɪd-ɑf]; ur. 29 kwietnia 1938 w Nowym Jorku, zm. 14 kwietnia 2021 w Butner) – amerykański finansista, twórca piramidy finansowej znanej jako Piramida Madoffa, w której poszkodowanych zostało ok. 13 500 indywidualnych inwestorów i organizacji. Łączne straty oszukanych są różnie szacowane – początkowo sądzono, że to nawet ok. 65 miliardów dolarów amerykańskich, lecz z biegiem czasu te szacunki znacznie zmalały. W 2009 roku został za to skazany na karę 150 lat pozbawienia wolności.

## Życiorys

### Działalność inwestycyjna
Był właścicielem firmy (funduszu hedgingowego) Bernard L. Madoff Investment Securities, którą założył wspólnie z żoną w 1960 r. Bernard L. Madoff Investment Securities była jednym z potentatów na rynku finansowym na Wall Street. W związku z aferą firma jest obecnie w trakcie likwidacji. Madoff był także jednym z założycieli i przewodniczącym NASDAQ.
Wielu profesjonalistów zajmujących się rynkiem inwestycyjnym z dystansem odnosiło się do tajemniczego sukcesu Madoffa. Bank Goldman Sachs oraz Credit Suisse nigdy nie miały Madoffa na liście zaufanych maklerów, z kolei bank Société Générale wprost odradzał swoim klientom inwestowanie w fundusz Madoffa. Amerykańska Komisja Papierów Wartościowych i Giełdy (SEC) badała Bernard L. Madoff Investment Securities 8-krotnie (1992–2008) – za każdym razem bez skutku. W 2005 SEC zignorowała pismo od bostońskiego inwestora Harry’ego Markopolosa, który zatytułował je „Największy fundusz hedgingowy na świecie to oszustwo”.
Siedziba jego firmy aż do zatrzymania przez FBI mieściła się na 17, 18 i 19 piętrze nowojorskiego drapacza Lipstick Building. Wiele ofiar jego piramidy było członkami elitarnego klubu żydowskiego Palm Beach Country Club.

### Działalność filantropijna
Bernard Madoff wraz z rodziną byli znaczącymi osobistościami w kręgach filantropijnych. Ofiarował on między innymi ok. 6 milionów dolarów na badania chłoniaka, gdy u jego syna Andrew zdiagnozowano tę chorobę. Całość przekazanych przez niego kwot na cele dobroczynne zamyka się sumą ok. 50 milionów dolarów, w tym 19 milionów ofiarowanych fundacji Dar Życia International. W związku z jego zatrzymaniem działalność Fundacji Rodziny Madoff została zawieszona, wiele organizacji charytatywnych, między innymi Fundacja Lappina, zostało czasowo zamkniętych. Swoje środki finansowe ulokowane w firmie Madoffa straciła też fundacja Elie Wiesela.

### Proces i wyrok
11 grudnia 2008 Federalne Biuro Śledcze, po otrzymaniu dzień wcześniej od jego synów Andrew i Marka informacji o nadużyciach, zatrzymało Bernarda Madoffa. Pięć dni później Madoff usłyszał zarzuty nadużyć finansowych na kwotę 50 miliardów dolarów amerykańskich.
29 czerwca 2009 Bernard Madoff został skazany przez sędziego Denny’ego China na karę 150 lat pozbawienia wolności. Była to maksymalna możliwa kara. Ten wyrok de facto oznaczał dla Madoffa karę dożywotniego pozbawienia wolności, ponieważ według federalnych przepisów prawa, skazany musi odbyć przynajmniej 85% kary i dobrze się sprawować, aby móc ubiegać się o przedterminowe zwolnienie. Madoff stworzył największą piramidę finansową na świecie. Główną przyczyną tak wysokiej kary było oszukanie inwestorów na łącznie 65 miliardów dolarów. Przed ogłoszeniem wyroku Madoff okazywał skruchę. Mówił, że popełnił „straszliwy błąd” i przepraszał swe ofiary, z których wiele obecnych było na sali sądowej, konstatując zarazem: „Wiem, że nic wam to nie pomoże”. Mimo skruchy sędzia nie zastosował złagodzenia kary.
W szczerość skruchy można wątpić, ponieważ niedługo po przybyciu do więzienia Madoff głośno i ostentacyjnie, aby współosadzeni słyszeli, powiedział „Pieprzyć moje ofiary. Woziłem się z nimi przez 20 lat, a teraz odsiaduję 150 lat”. Jak donoszą media, Madoff dobrze odnalazł się w więzieniu, był dobrze traktowany i szanowany przez współosadzonych.

### Śmierć
Zmarł w więzieniu w Butner 2 tygodnie przed swoimi 83. urodzinami.

## Życie prywatne
Urodził się w żydowskiej rodzinie w nowojorskiej dzielnicy Laurelton, zamieszkiwanej przez żydowską klasę średnią. Dziadkowie B. Madoffa ze strony ojca pochodzili z Polski, natomiast ze strony matki – z Rumunii i Austrii. W 1959 roku w synagodze Laurelton Jewish Center poślubił Ruth Alpern, z którą miał dwóch synów – Marka i Andrew. Posiadał kilka rezydencji w stanie Nowy Jork, a także we Francji i w Palm Beach na Florydzie.